# 구로다 요리유키

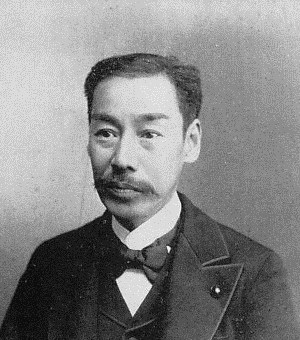
구로다 요리유키

구로다 요리유키(黒田和志, 1851년 9월 8일 ~ 1917년 1월 21일)는 일본 제국의 법관, 정치인, 화족이다. 작위는 자작(귀족원의원).
친부는 쓰시마 후추번주 소 요시요리이며 그의 6남으로 태어났다. 옛 구루리 번을 다스렸던 후다이 구로다가의 당주 구로다 레이코(黒田鏻子)와 혼인하여 구로다가의 당주가 되었으며 후에 자작위를 수여받았다. 자식은 히로유키(자작), 소 다케유키(백작) 등이 있다.
|  | 제1대 (구루리)후다이 구로다 자작가 당주 1884년 ~ 1917년 | 후임 구로다 히로유키 |